# La taberna encantada
La taberna encantada es el noveno álbum de estudio de Ñu, editado en 1997.
El disco fue lanzado como «José Carlos Molina Ñu» (tal como aparece en portada), y consta de regrabaciones en formato acústico de viejas canciones, más algunos temas nuevos, incluyendo una versión de "House of the King", del grupo holandés Focus, rebautizado en español como "La casa del rey".
El álbum fue publicado por el propio sello de la banda: A la Caza de Ñu Producciones.

## Temas
1. La taberna encantada (instrumental) - 2:13
2. El juglar - 4:42
3. Tocaba correr - 4:40
4. El flautista - 4:55
5. Trovador de ciudad - 4:20
6. La casa del rey (instrumental) - 2:40
7. Danzarina privada - 5:10
8. Pícaro - 4:55
9. El teatro de la suerte - 5:21
10. Conjuros - 4:35
11. No hay ningún loco - 6:15
12. Vampiro y amante - 4:50
13. La danza de las mil tierras - 3:55
14. En un jardín de un palacio... (instrumental) - 3:30
15. Robin Hood - 3:14
16. A través del tiempo (instrumental) - 1:14